# 南望山

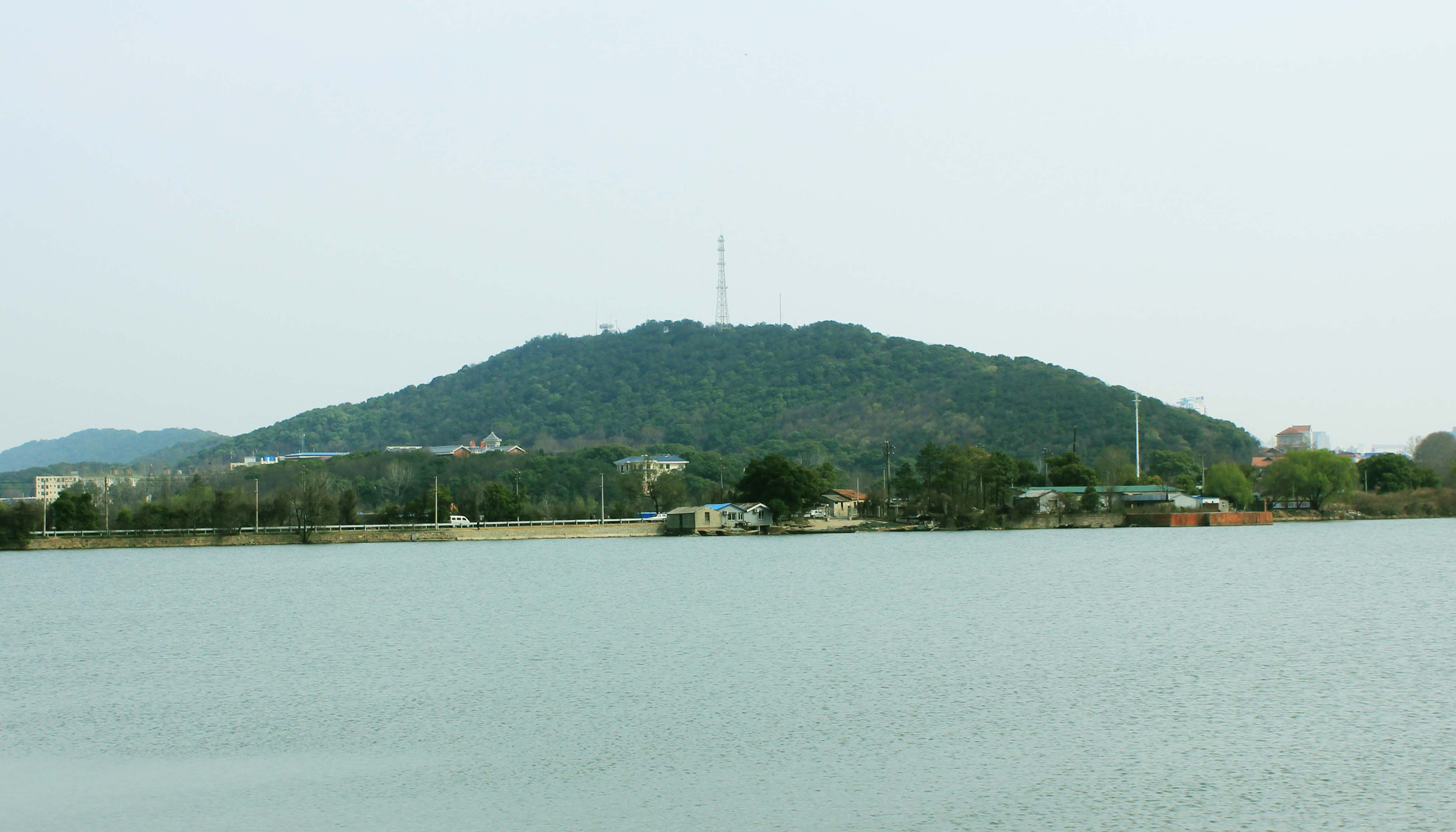
南望山

南望山位于湖北省武汉市洪山区境内，西面和北面濒临东湖，东与喻家山相连，属于大别山余脉，东西长1700米，南北宽450米，最高点海拔139.5米。原名“茅王山”，因山上长满茅草而得名。相传早年来自江西的张有来、张有望两兄弟来到山下定居，后来逐渐发展为大张村、小张村，村民为纪念其祖先，便改山名为“来望山”，后来讹传作南望山。
山顶有建有雷达站，为军事禁区。中国地质大学（武汉）西区和北区位于南望山南北两侧，中间有穿越南望山的“地大隧道”。有时也以南望山代指中国地质大学（武汉）。